# 安峻錡
安 峻錡（アン・ジュンギ、朝鮮語: 안준기、1916年11月3日 - 1995年6月28日）は、大韓民国の弁護士、政治家。第3代韓国国会議員を務めた。

## 経歴
釜山出身。日本大学専門部法律科、中央大学法学部卒。普通文官試験合格。釜山弁護士副会長・会長、釜山地方法院調整委員、交通部法律顧問、国民会慶南本部副会長、大韓造船公社監事を経て、1955年の第3代国会議員の補欠選挙で自由党の候補として当選し、自由党慶南道党副委員長、李龍範の顧問などを務めた。

## エピソード
野次をよく飛ばす議員として知られる。